# Tracheoscopia
La tracheoscopia è una metodica diagnostica che consente l'esplorazione della trachea mediante l'introduzione in essa, attraverso il naso o la bocca, di uno strumento rigido.
In alternativa esistono anche strumenti a fibre ottiche sottili e flessibili: in quest'ultimo caso si parla di videotracheoscopia.
Nella videotracheoscopia con strumento flessibile, l'operatore guarda l'interno della trachea attraverso un monitor, osservando eventuali alterazioni o patologie della trachea.
Frequentemente è parte integrante della broncoscopia, esame che consente l'esplorazione di tutto l'albero bronchiale e quindi anche della trachea.